# Ruisseau Mohr
Pour les articles homonymes, voir Mohr.
Le ruisseau Mohr est un  affluent de la rivière des Outaouais. Il coule dans la municipalité de Pontiac, dans la municipalité régionale de comté (MRC) de Les Collines-de-l'Outaouais, dans la région administrative de Outaouais, au Quebec, au Canada.

## Géographie
Les bassins versants voisins de la rivière Mohr sont :
- côté nord : lac la Pêche ;
- côté est : ruisseau Bradley ;
- côté sud : rivière des Outaouais ;
- côté ouest : ruisseau Engley, cours d'eau Quyon, rivière Quyon.

La zone supérieure de le ruisseau Mhor tire ses eaux de petits lacs non identifiés situés en milieu forestier au sud-ouest du lac la Pêche, dans la municipalité de Pontiac.
À partir du lac de tête, la rivière Mohr coule sur 4,3 km vers l'est jusqu'à la décharge du lac Campbell ; 2,7 km vers le sud-est jusqu'à la décharge du lac Fairburn ; 2,4 km vers le sud-est jusqu'à l'embouchure du cours d'eau Quyon (venant de l'ouest) ; 4,1 km vers le sud jusqu'à l'embouchure du ruisseau à Engley ; 2,7 km vers le sud jusqu'à son embouchure.
La rivière Mohr se déverse sur la rive nord de la rivière des Outaouais, en face de l'île Mohr, à 5,5 km en aval de l'embouchure de la rivière Quyon située au village de Pontiac et à 5,0 km en amont de l'embouchure du ruisseau Bradley et de la ville de Gatineau.

## Toponymie
Le terme Mohr s'avère un patronyme de famille d'origine allemande.
Le toponyme rivière Mohr a été officialisé le 5 décembre 1968 à la Commission de toponymie du Québec.